# Kromoszóma

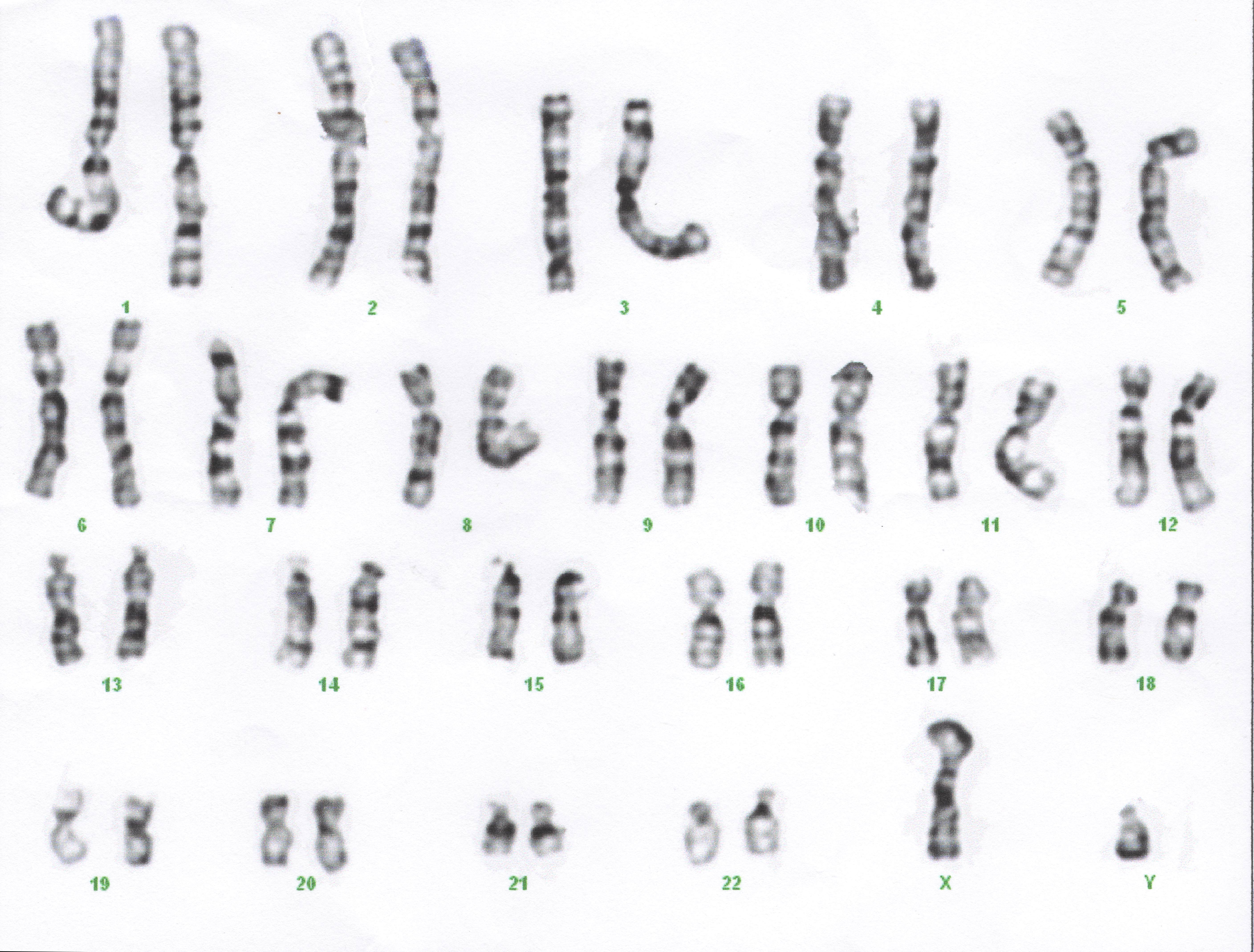
Az ember kromoszómái

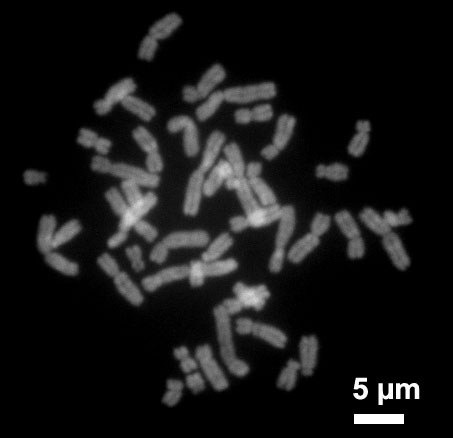
Humán limfociták metafázisos kromoszómái fluoreszcens festékkel (kromomicin A3-mal) festve

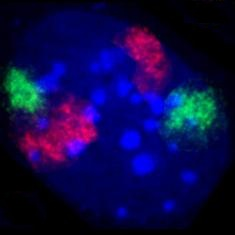
Egér fibroblaszt sejtmagja. A 2. (piros) és a 9. (zöld) kromoszóma területét fluoreszcens in situ hibridizációval festették meg

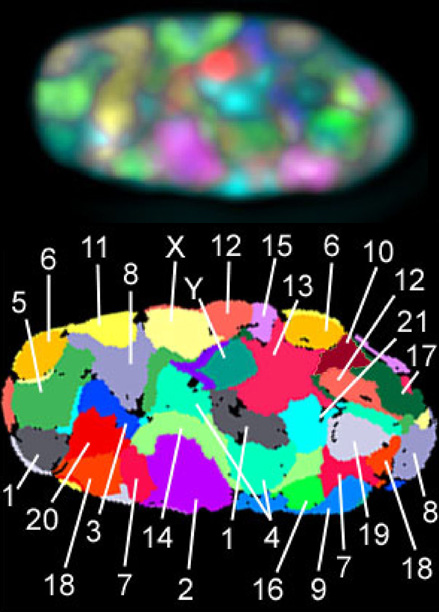
Fent: humán fibroblaszt sejtmagja, amelyben mind a 23 különböző kromoszómát (1-22, X/Y) fluoreszcens in situ hibridizációval (FISH) festették meg összesen 7 fluorokróm különböző kombinációjával. Alul: a fenti kép hamis színes számítgépes feldolgozása

A kromoszóma a sejt genetikai anyagának (a genomnak) a hordozója. A kromoszómák dezoxiribonukleinsavból (rövidítve: DNS) és különböző fehérjékből (főleg hisztonokból) állnak. A DNS tartalmazza a szervezet életfolyamataihoz és tulajdonságainak továbbörökítéséhez szükséges genetikai információkat.
Az eukarióta szervezetek kromoszómái a sejtmagban találhatók. A sejt osztódása során erősen tömörített formában vannak jelen és ilyenkor megfelelő festéssel fénymikroszkópban is láthatók. A sejtmag a fajra jellemző számú kromoszómát tartalmaz; az embernél a testi sejtekben 46 van (2x23, közülük kettő nemi kromoszóma).
A baktériumok nem rendelkeznek sejtmaggal és nincsenek klasszikus kromoszómáik sem. Az eukarióták (növények, gombák, állatok) a sejtmagban lévő kromoszómákon kívül a sejtszervecskéikben (mitokondrium és kloroplasztisz) a baktériumokéhoz hasonló, kör alakú DNS-t is tartalmaznak.

## Kutatásának története
A kromoszómák felfedezőjének Carl Wilhelm von Nägeli svájci botanikust tartják, aki 1842-ben "átmeneti citoblasztokat” (festhető, pálcika alakú struktúrákat) figyelt meg a növényi sejtmagban, amelyek feltehetően kromoszómák voltak.. A kortársai által készített ábrákon mai ismereteinkkel szintén kromoszómákat vagy sejtosztódást fedezhetünk fel (Matthias Schleiden 1846-ban, Rudolf Virchow 1857-ben, Otto Bütschli 1873-ban).
A kromoszóma elnevezést Wilhelm Waldeyer német anatómus javasolta 1888-ban. Kollégája, Walther Flemming néhány évvel korábban a kromatinnak nevezte el a sejtmagban található színezhető anyagot. Egy darabig alternatív elnevezések is köztudatban voltak, pl. Oscar Hertwig 1906-ban a "magszegmens" kifejezést használta (tekintve, hogy a kromatin az osztódás során szegmensekre bomlik), ugyanakkor Karl Heider pedig "magszalagnak" nevezte őket.

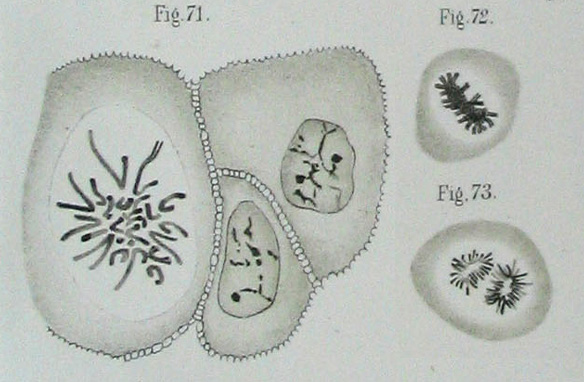
A sejtosztódás szakaszai a szaruhártyában. Valószínűleg az emberi kromoszómák legrégebbi ábrázolása (Walther Flemming, 1882)

1873-ban a laposférgeket vizsgáló Anton Schneider leírta hogy a sejtmag „finom göndör szálak halmazává alakul, amelyek ecetsav hozzáadásakor láthatóvá válnak. Ezeket a vékony szálakat végül vastag szálak váltják fel, először szabálytalanul, majd rozettába rendeződve, amely a gömb középpontján átmenő síkban (egyenlítői sík) fekszik”. A mitózist felfedezték, de a pontos folyamat még tisztázásra várt. Walther Flemming 1882-ben azt feltételezte, hogy a „magfonalak” csak az osztódás korai szakaszában válnak el egymástól egy korábban összefüggő fonalból. Bár megfigyelte a kromoszómák hosszanti kettéhasadását, úgy vélte, hogy egész kromoszómák (mindkét kromatida együtt) vándorolnak szét a lánysejtekbe. 1884-ben aztán több kutató (L. Guignard, Emil Heuser és Édouard van Beneden) is leírta a félkromoszómák (kromatidák) kétfelé való vándorlását.
Mivel két osztódás között (ún. interfázis) a kromoszómák nem voltak láthatóak, eleinte nem tudták, hogy az osztódást követően után szétesnek-e, hogy a következő osztódás előtt újból létrejöjjenek; vagy különállóan fennmaradnak a sejtmagban. Az utóbbi teóriát Carl Rabl dolgozta ki 1885-ben. Ő fedezte fel elsőként, hogy egy szövet sejtjeiben a kromoszómák száma állandó (bár nyitva hagyta a lehetőséget hogy a különféle szövetek kromoszómaszáma eltérhet) és ebből arra következtetett, hogy a kromoszómáknak az interfázisban is jelen kell lenniük. Rabl elsőként feltételezte, hogy minden kromoszóma külön területet foglal el a sejtmagban.
A kromoszómák kontinuitásának elméletét Theodor Boveri bizonyította be 1890 körül. Még az 1880-as években August Weismann kidolgozta csíraplazma-elméletét, amelyben feltételezte, hogy az öröklődés anyaga csakis a kromoszómákban található meg. Kijelentette, hogy az öröklődés kizárólag a csíravonalon keresztül történik, és hogy a szerzett tulajdonságok nem örökíthetők tovább.
1900-ban újra felfedezték Mendel öröklődési törvényeit. Létrejött a genetika tudománya, ahol egyértelműen bebizonyították a kromoszómák és az öröklődés közötti kapcsolatot. Thomas Hunt Morgan 1910-ben az ecetmuslicán kimutatta, hogy a kromoszómák a gének hordozói. Oswald Avery 1944-ben bebizonyította, hogy kromoszómán belül a tényleges örökítő molekula a DNS, nem pedig a fehérjék.
2000-re két nemzetközi kutatócsoport megfejtette az emberi genom nukleotidsorrendjének nagy részét; 2003-ban már 99%-át szekvenálták. A 24 humán kromoszóma közül a legnagyobbat, az 1-t dolgozták fel utoljára 99,99%-os alapossággal 2005/2006-ban.
2014-ben először hoztak létre szintetikus kromoszómát a Saccharomyces cerevisiae sörélesztőben.

## A kromoszómák megfigyelése
A "kromoszóma" kifejezés a görög khróma (χρῶμα, jelentése szín) és szóma (σῶμα, test) szavakból tevődik össze vagyis színes testet jelent. Neve onnan ered, hogy a sejtpreparátumokban bázikus festékekkel könnyen megfesthető. A megfestett kromoszómák speciális kimutatási módszerek nélkül csak a sejt osztódása során láthatók fénymikroszkópban kis pálcikák formájában. Ez egy erősen összetömörödött forma, amely az osztódás kezdetén a korai profázis szakaszában alakul ki. Az ezt követő metafázisban a tömörített kromoszómák a sejt közepén sorakoznak fel. Ebben a szakaszban minden kromoszóma két, egymással azonos kromatidából áll, amelyek X vagy V alakot formálva egy ponton összekapcsolódnak. Mindegyik kromatida egyetlen, rendkívül hosszú DNS-molekulát (kettős spirált) tartalmaz. A sejtosztódás anafázisában a kromoszóma két kromatidája elválik egymástól és végül a telofázison során a kialakuló leánysejtekbe vándorol.
Az osztódás után a kromoszómák fellazulnak, szétterülnek, elvesztik pálcika alakjukat. Génjeiket leolvasni vagy DNS-üket lemásolni csak ebben a formában lehetséges. Ebben az állapotukban a klasszikus festési módszerekkel már nem különböztethetők meg, mivel látszólag összefüggő kromatinállományt alkotnak. Speciális módszerekkel azonban, pl. fluoreszcens in situ hibridizációval az egyes kromoszómák továbbra is kimutathatóak. A dekondenzált kromoszómák mindegyike egy-egy meghatározott területet, kromoszómaterritóriumot foglal el a sejtmagon belül.

## Szerkezete

Szubmetacentrikus kromoszóma részei:
1 A két kromatida egyike
2 A centromer, itt kapcsolódik össze a két kromatida és ide tapadnak a mitotikus orsó mikrotubulusai
3 Rövid kar (p)
4 Hosszú kar (q)

Akrocentrikus és metacentrikus kromoszóma

Egyes speciális esetektől eltekintve (mint pl. az óriáskromoszómák) a kromoszóma egyetlen, folytonos, kettős szálú DNS-t tartalmaz. A kettős szálú DNS-re néha DNS-molekulaként is hivatkoznak, bár szigorúan véve két, egymáshoz csak hidrogénkötésekkel kapcsolódó, egyszálú molekuláról van szó. A DNS-hez különféle fehérjék (hisztonok és más, génátírást szabályozó) fehérjék kapcsolódnak. A DNS, a hisztonok és egyéb fehérjék együttesét kromatinnak nevezzük. Alapesetben a kromatidát a DNS kettős szála és a hozzá kapcsolódó fehérjék alkotja. Ebben az esetben a kromoszóma tehát egy kromatidából áll.
Két osztódás között a DNS-t le kell másolni (replikálni) hogy mindkét leánysejtbe jusson egy-egy teljes kromoszómakészlet. Erre a sejtciklus ún. szintetikus szakaszában (S-fázis) kerül sor. A duplikáció után minden kromoszóma két azonos kettős szálú DNS-sel rendelkezik. A segédfehérjék a két molekulát egymástól térben elválasztva összetömörítik és két, egymással egy ponton (az ún. centromernél) összekötött testvérkromatida jön létre. Ebben az állapotában a kromoszóma megfelelően festve fénymikroszkóppal is megfigyelhető. Az osztódás folyamán a két testvérkromatida szétválik és a leánysejtekbe vándorol.
A kromatidákat a centromer két karra osztja. A centromer helyzetétől függően megkülönböztetünk metacentrikus (ahol a centromer középen van), akrocentrikus (a centromer a kromatid legvégén helyezkedik el és a rövid kar nagyon kicsi; emberben a 13, 14, 15, 21, 22 kromoszómák és az Y kromoszóma ilyen) vagy szubmetacentrikus kromoszómát (a kettő közötti átmenet, egy rövid és hosszú karral). A rövidebbiket p-karnak (a "kicsi" jelentésű francia petit szóból), a hosszabbat q-karnak (mivel a latin ábécében a q követi a p-t) nevezik. A kromoszómákat hagyományosan a rövid karral felfelé ábrázolják.
A kromoszóma végeit telomereknek hívják. Ezek nagyon sokszor ismétlődő, rövid DNS-szekvenciát tartalmaznak (embernél ez TTAGGG). A DNS-másolás sajátosságai miatt a kromoszómák minden egyes megkettőződéssel, minden egyes sejtosztódással egy kicsit rövidebbek lesznek. A telomerek ezért fontos szerepet játszanak a kromoszómák intaktságának védelmében, az öregedési folyamatokban. A centromer és a telomerek mellett a kromoszóma fontos alkotóelemei a DNS-replikáció kiindulópontjai (élesztőben ezt ARS elemnek hívják).
Az emberben az akrocentrikus kromoszómák rövid karjai tartalmazzák a riboszómák RNS-ének génjeit. Ezeken a rövid karokon a tömörített, sejtosztódáskori állapotban másodlagos befűződések figyelhetők meg, olyan képet mutatva, mintha a rövid kar végén kis ún. szatellit (vagy SAT) kromoszómák ülnének (nem összetévesztendő a szatellit DNS-sel). A riboszomális RNS-ből nagy mennyiségre van szükség a sejt működéséhez, ezért génjeik sok kópiában vannak jelen és az őket átíró fehérjekomplexek körül mikroszkópban is látható struktúra, a sejtmagvacska (nukleólusz) alakul ki. Ezt a kromoszómaszakaszt nukleólusz-szervező régiónak (NOR) is nevezik.

### A kromoszómák viselkedése a mitózis során
A mitózis során végbemenő fázisokat az alábbiakban röviden ismertetjük:
- Profázis: A mitózisnak ebben az első szakaszában a kromoszómák egyre inkább összetömörödnek. Így könnyebben mozgathatóvá válnak, de génjeik ebben az állapotban nem olvashatók le. A sejtmag membránja feloldódik. Ezt néha egy további fázis, a prometafázis kezdetének tekintik.
- Metafázis: A kromoszómák a sejt egyenlítői síkjába vándorolnak, és kialakítják a metafázislemezt. Eddig a pontig minden kromoszóma két kromatidából áll. A centriólumok a sejt ellentétes pólusain helyezkednek el, kialakul az osztódási orsó.
- Anafázis: Az osztódási orsó mikrotubulusai a kromoszómák centromerjéhez kapcsolódva szétválasztják a két kromatidát és széthúzzák őket a két ellentétes sejtpólus felé.
- Telofázis: Az mozgatás végeztével mindkét kromoszómakészlet körül új magmembrán jön létre és megkezdődik a kromoszómák fellazulása, dekondenzációja.

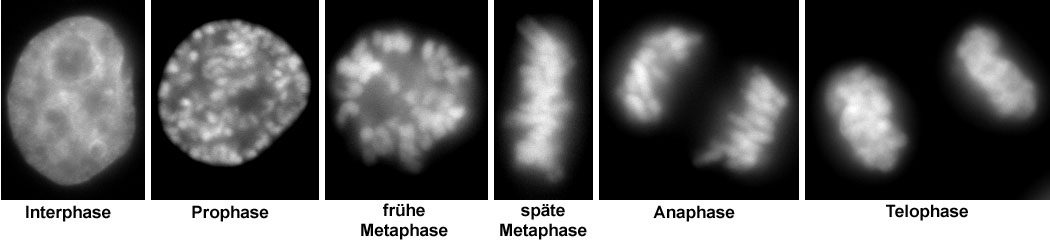
A sejtosztódás fázisai

### G-, R- és egyéb kromoszómasávok
|  | Humán 1. kromoszóma G-sávozása. A p-kar vége (fent) nagyon világos, génben gazdag R-sávokból áll |

A 20. század közepén olyan laboratóriumi technikákat fejlesztettek ki, amelyekkel lehetővé vált a metafázisban lévő sejtek kromoszómáinak "szétterítése". Így a mikroszkóp tárgylemezén a kromoszómák egymás mellett fekszenek és jól megszámlálhatóak és összehasonlíthatóak (a korábbi módszerekkel metszeteket készítettek és csak a metszési síkban lévő kromoszómák voltak láthatóak). A jól elkészített preparátumokban a kromoszómák a gyakran ábrázolt X-szerű alakot mutatják. A klasszikus festési módszerekkel (pl. Giemsa-festés) a kromoszómák egész hosszukban egyenletesen festődnek, így nehéz vagy szinte lehetetlen volt megkülönböztetni őket, ha méretük hasonló volt. 1970 körül felfedezték, hogy tripszines kezelés után a kromoszómák egyes régiói nem kötik meg a Giemsa-festéket. Úgynevezett G-sávozás jött létre, ahol különböző szélességű, színes (G-sáv, G mint Giemsa) és színtelen (R-sáv, R mint reverz) szakaszok váltakoztak egymással. A sávmintázat lehetővé teszi az összes kromoszóma egyértelmű azonosítását az emberben és a legtöbb állatban is. Az szakaszok eltérő festődésének molekuláris háttere még nem tisztázott. Kiderült az is, hogy a G- és az R-sávok néhány tulajdonságukban különböznek egymástól.

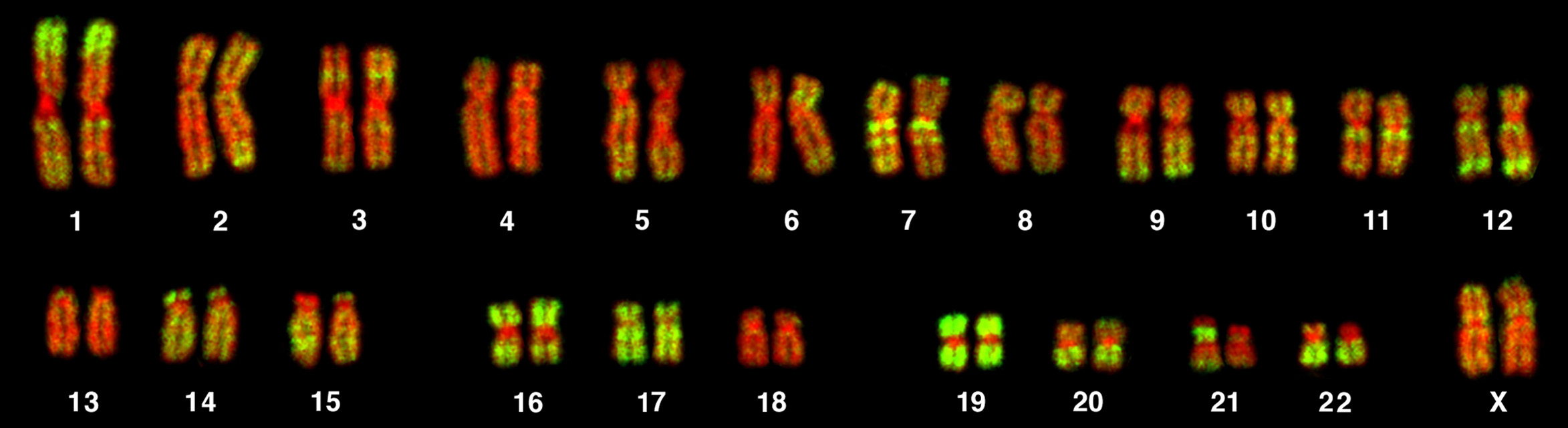
Génekben gazdag és génszegény régiók az emberi kromoszómákon. A humán limfocitából származó metafázisú kromoszómák Alu szekvenciáit zöld fluoreszcens in situ hibridizációval jelölték. Ezek a szekvenciák különösen gyakoriak a kromoszómák génben gazdag szakaszain. A DNS-t pirosra színezték, hogy a génszegény régiók is láthatóak legyenek

Az R-sávok az átlagnál több gént és több G-C bázist tartalmaznak és a kromoszóma replikációja során korán lemásolódnak. Az ember esetében Alu-szekvenciákban gazdagok. A G-sávokban kevesebb a gén, kevesebb a G-C bázis (és több az A-T pár) és meglehetősen későn másolódnak le. Az emberben L1 elemekben gazdagok.
További altípusok a centromerhez közeli C- és a telomerek melletti T-sávokat. Az utóbbiak az R-sávok alcsoportját képezik és különösen gazdagok génekben.
Az R- és G-sávok száma a kromoszómák kondenzációjának mértékétől függ. Metafázisban az összes humán kromoszóma együttesen körülbelül 400 ilyen sávot tartalmaz, míg a kevésbé kondenzált profázisú kromoszómákon akár 850 sáv is megkülönböztethető. 

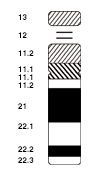
A 21. kromoszóma idiogramja

Az ember és néhány más faj esetében elnevezési standardokat vezettek be, hogy valamennyi kromoszómarégiót azonosítani tudják. A humán kromoszómáknál minden sávnak van egy neve, amely a következő elemekből áll: a kromoszóma száma, p vagy q kar, valamint egy szám a centromertől kezdve. A finomabb megkülönböztetés érdekében a számok több tagúak lehetnek. A 3q26.31 sáv tehát a 3q26 egy alsávja (ahol 3q a 3. kromoszóma hosszú karját jelöli). A centromer-régiókat c-vel (3c), a telomer-régiókat viszont tel-lel (pl. 3ptel vagy 3qtel) jelölik. A telomerközeli régiónak  ter (3pter) a jele. A sávok sematikus ábrázolásait idiogramnak nevezzük; ezeken a G-sávok sötétek, az R-sávok pedig fehérek. Az ismétlődő elemek területeit néha satírozottan ábrázolják. Egy sejt összes kromoszómájának összessége nagyság, alak, szám szerint a kariotípus, míg ezeknek sorbarendezett ábrázolása a kariogram.

### Méret és génsűrűség

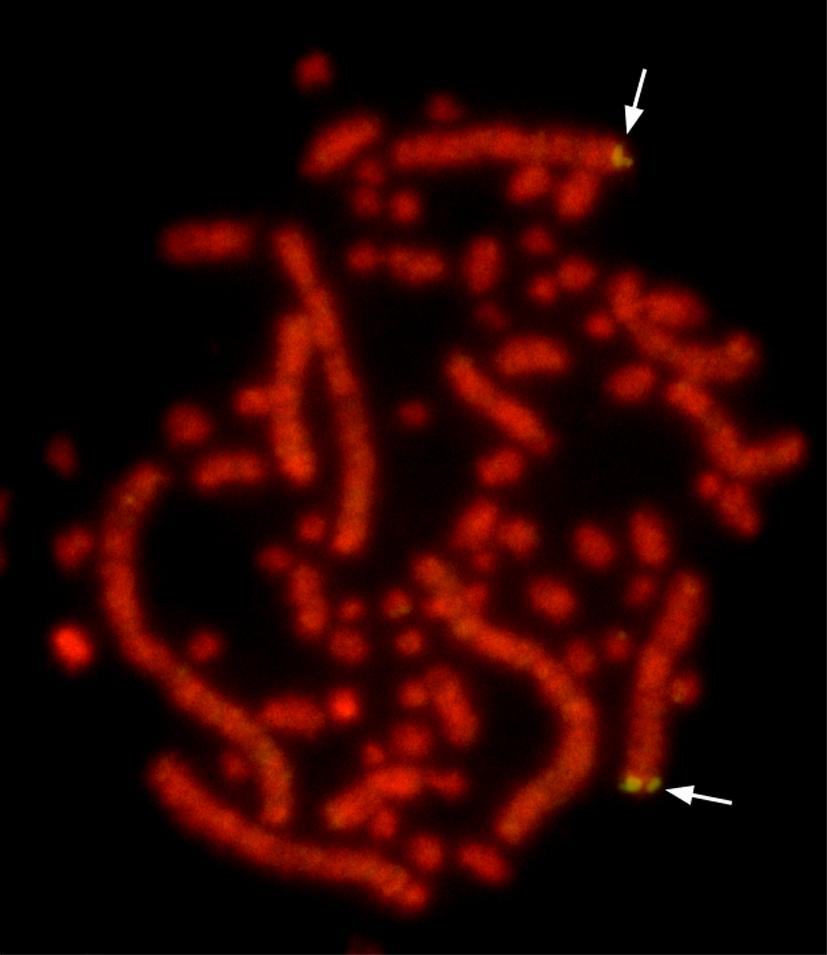
Tyúk sejtjének metafázisos kromoszómái. A madarakra jellemzőek a mikrokromoszómák, amelyek lényegesen kisebbek a makrokromoszómáknál (a nyilak a zölden festett béta-defenzin génjeit mutatják a piros alapfestés mellett)

Az emberi genom (valamennyi kromoszóma együttese) DNS teljes hossza körülbelül 3,2 Gbp (milliárd bázispár), és eddig 23 700 gént találtak benne. Az ember testi sejtjeiben (a legtöbb állat- és növényfajhoz hasonlóan) két kromoszómakészlet található, egyiket az anyjától, másikat az apjától kapta. Egy sejt valamennyi DNS-ének  teljes hossza meghaladja a 2 métert. Az emberben ezek 46 (2x23) kromoszómán oszlanak el, így egy kromoszóma átlagosan kb. 140 Mbp-t (millió bázispárt) tartalmaz. Ennek hossza kb. 5 cm és nagyjából ezer gént tartalmaz. A kromoszómák tényleges hossza a sejtosztódás során csak néhány mikrométer (milliomod méter), vagyis mintegy tízezerszeresen kell tömöríteni őket. Hosszuk két sejtosztódás között sem sokkal nagyobb. Ami a vastagságukat illeti, az kondenzált állapotban 0,6 mikrométer; fellazult állapotukban kb. akkora kormoszómaterritóriumot foglalnak el, amelynek kerülete megfelel a hosszuknak. Nyilvánvaló, hogy a kromoszómák a két osztódás közötti interfázisban is nagyon erősen tömörített állapotban vannak.
A legnagyobb emberi kromoszóma az 1-es a maga 249 Mbp-jával, amelynek a legkisebb, a 47 Mbp-s 21-es kevesebb mint egyötöde. A gének egyenlőtlenül oszlanak el a kromoszómák között. A génekben arányaiban leggazdagabb 19-es kromoszóma 59 Mbp-on mintegy 1500 fehérjekódoló szakaszt tartalmaz, míg a génszegény 18-as kromoszóma 80 Mbp-on alig 640-et. A legkevesebb gént az Y kromoszóma birtokolja, mindössze 72 darabot 57 Mbp-on.
A házi egér esetében kisebbek a kromoszómák közötti különbségek. A 22 600 ismert gént tartalmazó 3,5 Gbp-os genomja 20 kromoszómán (2n=40) oszlik meg, ahol a legkisebb 61 Mbp (19. kromoszóma) a legnagyobb pedig 195 Mbp (1. kromoszóma).
Más emlősöknél a kromoszómák száma és hossza igen változatos lehet. Egyes fajoknak kevés, de nagy kromoszómája van (pl. az indiai muntyákszarvas kromoszómaszáma 2n=6 a nőstényeknél és 2n=7 a hímeknél), másoknak sok kicsi (pl. a keskenyszájú orrszarvúnak 2n=84). A genom teljes hossza azonban még csak kevés állat esetében ismert.
A gyíkok és a madarak kromoszómái méret szempontjából rendkívül nagy szórást mutatnak. Makrokromoszómáik az emlősökéhez hasonlóak, a házi tyúk 1. kromoszómája például 188 Mbp-os. Azonban sok mikrokromoszómával is rendelkezik, amelyek 1 Mbp-nál is kisebbek lehetnek. Nem mindig egyértelmű, hogy hol kezdődik a mikrokromoszómák csoportja, a tyúk esetében pl. lehet a 9.-től vagy 11-től is számítani. A makro- és mikrokromoszómák kifejezéseket Theophilus S. Painter vezette be 1921-ben, aki gyíkok spermatogenezisét vizsgálta. Mikrokromoszómákat más gerinchúrosoknál, például a lándzsahalaknál vagy a szakállas agámánál, de az emlősöknél és erszényeseknél nem.

### Molekuláris struktúra
Mint a fentiekből kiderült, a kromoszómákban a DNS-t eredeti hosszának töredékére kell "becsomagolni". Ez több lépésben történik. Az első szinten a DNS-szál nyolc hisztonmolekula segítségével nukleoszómákba tekeredik, amelynek átmérője kb. 10 nm. Ezt a szerkezetet gyakran hasonlítják gyöngysorhoz, de olyanhoz, ahol a fonál a gyöngyök köré van tekerve. Egy nukleoszóma 146 bázispárnyi DNS-t tartalmaz, ehhez járul még a nukleoszómák közötti összekötő szál. Ez a struktúra elektronmikroszkóp alatt is látható, akárcsak a következő, magasabb csomagolási szint, a 30 nm-es szál. Ennek belső szerkezete, hogy hogyan jön létre a 10 nm-es szálból, nem világos, ahogyan az összes többi magasabb csomagolási szint sem. Számos modellt feltételeznek, pl. a hurokmodell szerint a 30 nm-es szál nagy hurkokban fut, amelyek egyfajta gerinchez kapcsolódnak. A kromonéma-modellben azt feltételezik, hogy a 30 nm-es szál felcsavarodva 120 nm-es és vastagabb szálakat eredményez. Azt sem tudjuk, hogy hogyan alakul ki a sejtosztódás tovább tömörített kromoszómaformája, de feltételezik, hogy az interfázisos forma spirális felcsavarodásával történhet.
A kromoszómák vagy a kromatin kondenzációja nem egyenletes a sejtmagon belül. A sejtmag egyes területeit a DNS-festékek különösen erősen színezik, vagyis itt az átlagnál erősebb a kondenzáció. Ezeket a területeket heterokromatinnak, míg a gyengébben festődő eukromatinnak nevezik. Az erősen kondenzált területeken a génaktivitás gyenge vagy akár teljesen blokkolt.

### Óriáskromoszómák
Az óriáskromoszómáknak két típusa ismert, a politén kromoszómák és a lámpakefe kromoszómák.
Politén kromoszómákat számos rovar esetében megfigyeltek, de a legrészletesebben az ecetmuslicában és az árvaszúnyogokban tanulmányozták őket. Ezek többszörös DNS-duplikációval jönnek létre, amelyet nem követ sejtosztódás. A poliploid genomoktól eltérően a politén kromoszómákban a két homológ kromoszómából (azaz az apától és az anyától örökölt példányokból) származó, többszörösen lemásolt DNS-szálak párhuzamosanan, kábelköteghez hasonlóan helyezkednek el. Egy gén minden példánya tehát egymás mellett fekszik.
Az óriáskromoszómák egy másik formája a kétéltűek petesejtjeiben található meg. Mivel mikroszkopikus megjelenésük egy üveg- vagy petróleumlámpa-tisztító kefére hasonlít, lámpakefe-kromoszómáknak nevezték el őket.

## Nemi kromoszómák
Egyes élőlények nemét a környezeti viszonyok (pl. a hőmérséklet az embrionális fejlődés során) határozzák meg, más esetekben viszont a kromoszómáiktól függ. A különböző rendszertani csoportok különböző módszereket fejlesztettek ki a kromoszomális nem meghatározására, néha egymástól függetlenül hasonló rendszerek alakultak ki. A legtöbb emlős és néhány más csoport esetében a nőstényeknek két X kromoszómájuk van, míg a hímeknek egy X és egy Y kromoszómájuk. Ha két különböző nemi kromoszóma van jelen, mint az emlősök hímjeinél, akkor ezt hemizigozitásnak nevezik. A madaraknál a hímek két Z kromoszómával rendelkeznek, míg nőstények hemizigóták: egy Z és egy W kromoszómájuk van. A hártyásszárnyú rovarok számos fajánál a nőstények diploidok, míg a hímek csak haploidok.
A hemizigóta nemben számos gén csak az egyik kromoszómán van jelen, vagyis genetikai hiba (mutáció) esetén ezt nem tudja kompenzálni a homológ kromoszómán lévő ép gén. Ennek eredményeként az emberben számos olyan örökletes betegség figyelhető meg, ami gyakorlatilag csak férfiaknál fordul elő. A legismertebb példák közé tartozik a vérzékenység egy formája, a Duchenne-izomdisztrófia vagy a színtévesztés.
Egy másik fellépő probléma, hogy a két X kromoszómával rendelkező nőstények sejtjeiben (vagy a madaraknál a ZZ-es hímek) annak génjeiből két példány (és potenciálisan kétszer annyi géntermék) van jelen, míg a hímekben csak egy. Hogy ez ne borítsa fel a sejt és a szervezet működését, az egyik, véletlenszerűen kiválasztott X kromoszóma inaktiválódik és ún. Barr-test lesz belőle.

## Kromoszómaszám
| Faj                                           | Kromoszómaszám      |
| Emlősök                                       | Emlősök             |
| --------------------------------------------- | ------------------- |
| Ember                                         | 46                  |
| Csimpánz                                      | 48                  |
| Gorilla                                       | 48                  |
| Orangután                                     | 48                  |
| Rhesusmajom                                   | 42                  |
| Koboldmaki                                    | 80                  |
| Denevér (Myotis)                              | 44                  |
| Házi egér                                     | 40                  |
| Aranyhörcsög                                  | 44                  |
| Vándorpatkány                                 | 42                  |
| Kutya                                         | 78                  |
| Macska                                        | 38                  |
| Sertés                                        | 38                  |
| Oposszum                                      | 18                  |
| Kacsacsőrű emlős                              | 52                  |
| Hangyászsün (nőstény/hím)                     | 64/63               |
| Halak                                         |                     |
| Macskacápa                                    | 24                  |
| Aranyhal                                      | 94                  |
| Ingola                                        | 174                 |
| Kétéltűek                                     |                     |
| Axolotl                                       | 28                  |
| Dajkabéka                                     | 36                  |
| Hüllők                                        |                     |
| Aligátor                                      | 32                  |
| Lábatlan gyík                                 | 44                  |
| Mocsári teknős                                | 50                  |
| Fürge gyík                                    | 38                  |
| Madarak                                       |                     |
| Házi tyúk                                     | 78                  |
| Fekete rigó                                   | 80                  |
| Gerinctelenek                                 |                     |
| Orsóféreg (Ascaris megalocephala univalens)   | 2                   |
| Ló-orsóféreg (Ascaris megalocephala bivalens) | 4                   |
| Szúnyog (Culex)                               | 6                   |
| Ecetmuslica                                   | 8                   |
| Házi méh (nőstény/hím)                        | 32/16               |
| Napállatka                                    | 44                  |
| Pettyes éticsiga                              | 54                  |
| Tintahal                                      | 12                  |
| Pióca                                         | 26                  |
| Egysejtűek                                    |                     |
| Eugléna                                       | kb. 200             |
| Gombák                                        |                     |
| Csiperke                                      | 8                   |
| Algák                                         |                     |
| Cladophora                                    | 32                  |
| Növények                                      |                     |
| Mezei sóska női/hímivarú                      | 14/15               |
| Alakor/Tönkebúza/Tönkölybúza                  | 14 / 28 / 42        |
| Vadcseresznye (fajtától függően)              | 16, 24, 32, 54, 144 |
| Martilapu                                     | 60                  |
| Ciklámen                                      | 48                  |
| Saspáfrány                                    | 104                 |
| Erdei pajzsika                                | 164                 |
| Zsurló                                        | 216                 |
| Kígyónyelv                                    | 480                 |

### Kariotípus
Egy egyed egy sejtjében lévő összes kromoszóma együttesét kariotípusnak nevezzük. A kariotípus a legtöbb esetben két kromoszómakészletből áll (kivéve a hemizigóta nemek ivari kromoszómáit), amelyek ugyanazokat a géneket hordozzák. Az ilyen szervezetek diploidok (jelölésük 2n), míg az egyetlen kromoszómakészlettel bíró szervezet haploid (1n). A diploidok az egyik kromoszómakészletet az apjuktól, a másikat az anyjuktól örökölték.
Az azonos fajhoz és azonos nemhez tartozó egyedek általában azonos kromoszómákkal rendelkeznek, vagyis kariotípusuk egyforma. Kivételt képeznek ez alól az egyes fajokban előforduló ún. B-kromoszómák, amelyek különböző egyedekben és különböző testi sejtekben eltérő számban lehetnek jelen.
Egy fajon belül a kromoszómák különbözhetnek a nemek között az alakjuk és - ritkábban - a kromoszómák száma tekintetében. A nemek ilyenkor eltérő kariotípussal rendelkeznek. Az embernek például mindkét nemben 46 kromoszómája van, de az Y kromoszóma kisebb, mint az X kromoszóma. A kariotípus tehát 46,XX a nőknél és 46,XY a férfiaknál. A kariotípusok meghatározása kariogram segítségével történik.

### Kariogram

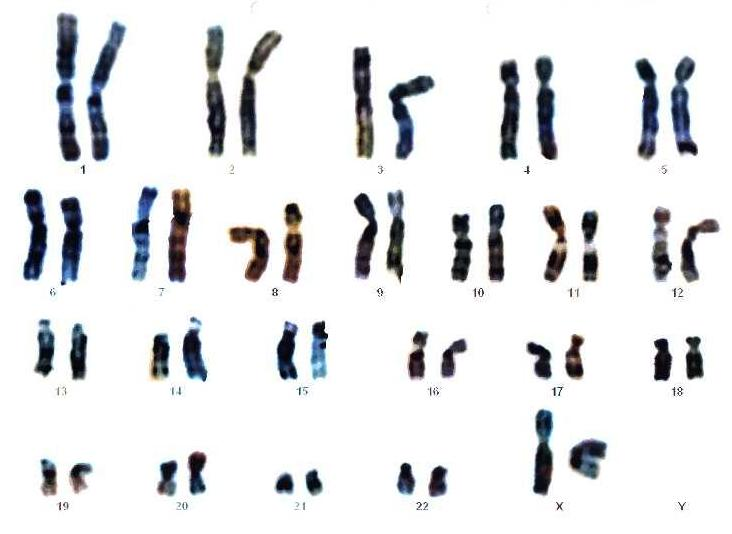
Lány kariogramja

A sejt kariogramja a metafázisú kromoszómáinak sorba rendezett ábrázolása. Ehhez úgy készítik a preparátumokat, hogy a mikrotubulusok kialakulását gátló anyagot adnak a sejtkultúrákhoz (kolhicint vagy nokodazolt). Így nem jön létre mitotikus orsó és a kromoszómák nem vándorolnak a sejt egyenlítőjétől a pólusokhoz. A sejtek a metafázisban maradnak és kromoszómáik könnyen megfigyelhetővé válnak. A hipotóniás kezeléssel megduzzasztott sejteket tárgylemezen rögzítik, kromoszómáikat megfestik és lefényképezik, majd a fényképről méret szerint sorbarendezik.
A kariogramokat a szervezetek kariotípusának elemzésére, vagy orvosi genetikai vizsgálatokhoz használják, amikor kromoszómaelváltozások gyanúja merül fel.

### Kromoszómaszám-csökkentő osztódás
Ha a megtermékenyítés során a petesejt és a spermium (a testi sejtekhez hasonlóan) két kromoszómakészlettel rendelkezne, akkor minden nemzedékben megkettőződne a kromoszómák szám a. Ezért az ivarsejtek kromoszómaszámát haploidra kell csökkenteni; ezt a célt szolgálja a meiózis vagy számfelező sejtosztódás. Ennek során a homológ kromoszómák rekombinációja (egyes részeik kicserélése) is megtörténik az ún. crossing over által. Az így létrejött kromoszómák génkombinációi már különböznek a szülőéktől.
A diploid állatokban haploid ivarsejtek, petesejtek vagy spermiumok keletkeznek. A megtermékenyítés során az ivarsejtek összeolvadásával ismét diploid zigóta jön létre.
A növények és az egysejtűek életciklusában haploid és diploid nemzedékek váltakoznak. A magasabbrendő növényeknél a haploid nemzedék nagyon rövid életű és mikroszkopikus méretű, a pollenben és a virágon belül található meg. A mohák, algák, gombák esetében a haploid nemzedék is dominálhat.

### Nem-diploid kromoszómakészletek
Az állatok többsége és sok növény diploid, de azért vannak kivételek.
A növényeknél diploid és haploid nemzedékek váltják egymást. Számos rovarfaj és valószínűleg néhány atka esetében a hímek haploidok. A trópusi növényeket károsító  Brevipalpus phoenicis atkafaj csak haploid nőstényekből áll, amelyek szűznemzéssel szaporodnak. Egy kutatás szerint ezek valójában genetikai hímek, amelyeket baktériumfertőzés változtatott nőstényekké. A bakteriális fertőzéssel történő feminizáció más ízeltlábúaknál is ismert, főként Wolbachia-fertőzés során.
Egyes fajok kettőnél több kromoszómakészlettel rendelkeznek. Ezeket 3n-nél triploidnak, 4n-nél tetraploidnak, 6n-nél hexaploidnak stb. vagy általánosságban poliploidnak nevezik. Növényeknél a szervezet haploid genomjában lévő kromoszómák számát általában alapszámnak nevezik, és x-szel jelölik. Ha a kromoszómák száma az alapszám egész számú többszöröse, akkor euploiditásról beszélünk. A diploid növényeknek ekkor 2x kromoszómájuk van, a tetraploidoknak 4x, stb. Az x = 7 alapszámú tetraploid növény genomja például ekkor 4x = 28 kromoszómával rendelkezik.
A tetraploidia a diploidia után a második leggyakoribb ploidiafok. Számos virágos növénynél, rovaroknál és kétéltűeknél is megfigyelték. A tetraploidia akkor fordulhat elő, ha a DNS-replikáció és a kromatidák duplikációja után valami meggátolja a sejtosztódást. Számos kultúrnövény, pl. a gabonafajták, a diploid vad formákból történő poliploidizáció eredménye. A növényekben magasabb ploidiaszintek is előfordulnak. Ha két fajt kereszteznek az utódok megtarthatják mindkét szülő összes kromoszómáját. Így jött létre pl. a hexaploid búza.
Triploid egyedek akkor keletkezhetnek, ha diploid és tetraploid egyedek párosodnak; de ekkor igen közeli rokon fajhoz kell tartozniuk. A triploid egyedek általában sterilek, mert a meiózis alatt páratlan számuk miatt nem mehet végbe a kromoszómák párba állása. Kivételek itt is vannak, a kétéltűeknek előfordulnak szaporodásra képes triploidok. Ebben a csoportban azonban diploidia, tetraploidia és triploidia egyaránt, egymás mellett is előfordul a közeli rokon fajokban vagy akár fajon belül. A triploid tavi békáknál meiózis előtt kiiktatják az egyik kromoszómakészletet. Ugyanez megfigyelhető a zöld varangy egyik pakisztáni populációjánál.
Elméletben előfordulhat hogy az evolúció során tetraploid szervezetből ismét diploid váljon. Mivel mindegyik kromoszómapárból kettő van, ezért egyikük változása (pl. gének vagy kromoszómaszakaszok elvesztése, áthelyeződése) jól tolerálható. A két páron lévő gének is sokat változhatnak az evolúció folyamán és más-más funkciókat vehetnek fel. Ha az idők folyamán sok ilyen változás történik, akkor az eredetileg azonos kromoszómapárok végül annyira eltérnek egymástól, hogy már nem lehet négy kromoszómakészletről beszélni: ismét diploid állapot áll fenn. A gerincesek korai evolúciós történetében két ilyen genomduplikációt feltételeznek (ún. 2R-hipotézis), eszerint a mai diploid gerincesek eredetileg oktaploid (8n) szervezetekből fejlődtek volna ki. Ez megmagyarázná, hogy például a Hox-géncsoportok miért fordulnak elő haploid genomonként négyszer a gerinceseknél, de más állatoknál csak egyszer.
A többsejtű szervezet testi sejtjeinek ploidiafoka eltérhet a szervezet ploidiafokától. Erre a legismertebb példa egyes rovarok politén kromoszómái. A patkány májában a leggyakoribb diploid sejtek mellett néha haploid, triploid és tetraploid sejteket is találunk. Tetraploidia könnyen létrejöhet a kromoszómák duplikációjával, amit aztán nem követ osztódás (ún endoreduplikáció vagy endomitózis). A magasabb ploidiaszintek többnyire nagyobb sejtmaggal járnak együtt.

## Kromoszómamutációk

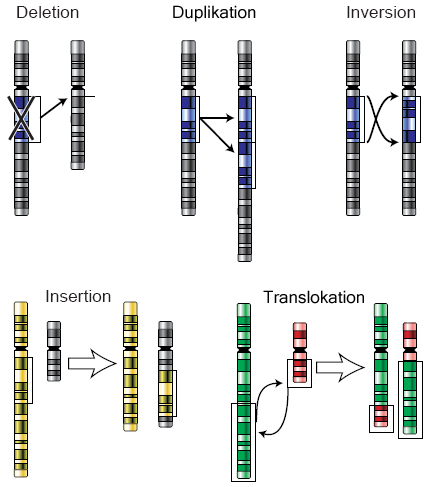
A kromoszómamutációk keletkezése

A kromoszómák DNS-szálja néha eltörik (pl. sugárzás vagy kémiai ágensek hatására). Ilyenkor a javítóenzimek gyorsan kijavítják a törést, de ha egyszerre két vagy több törés is történik, az enzimek rosszul illeszthetik össze a végeket és kromoszómamutációk keletkeznek. Egy kisebb-nagyobb szakasz elveszhet (deléció), megfordulhat (inverzió), áthelyeződhet (transzlokáció) egy kromoszómán belül vagy kromoszóma között.
A kromoszómák mutációi jelentős szerepet játszanak a klinikumban de a fajok evolúciójában is. Orvosi szempontból súlyos genetikai betegségek kiváltói lehetnek vagy tumorokat is okozhatnak (pl. a Philadelphia-kromoszóma).
Bár nem számít mutációnak, hasonló eredményekkel járhat, ha egy kromoszómából túl sok vagy túl kevés van. Ha a diploid sejtben az egyik kromoszómából három van jelen azt triszómiának, ha csak egy, azt monoszómiának nevezik.

## A kromoszómák evolúciója
Az evolúció során a kromoszómák is változnak és a külső testi jellegekhez vagy az egyes gének nukleotidsorrendjéhez hasonlóan ők is felhasználhatók a törzsfejlődés nyomon követésére. Az embernek 46 kromoszómája van, amelyek nagyon hasonlítanak az emberszabású majmokéhoz (csimpánzok, gorillák és orangutánok) amelyeknek viszont 48 a kromoszómaszámuk. A kariogram tanulmányozásával kiderült, hogy az ember 2. kromoszómája helyett a majmoknak két kisebb, de hasonló sávozású kromoszómája van; vagyis az ember törzsfejlődése során ezek valamikor a végeiknél összeforrtak és létrehozták a 2. kromoszómát. A gorillák esetében megfigyelhető egy transzlokáció azon kromoszómák között, amelyek az embernél az 5-nek és 17-nek felelnek meg.

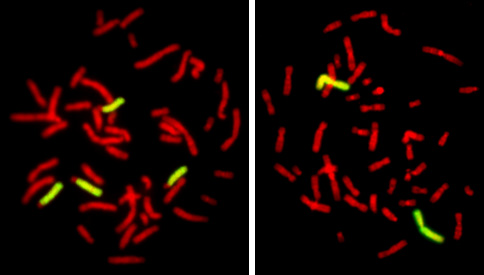
Fluoreszcens festékkel jelölt 2. kromoszómából származó DNS hibridizálása humán (jobbra) és orángután (balra) kromoszómákkal. Az DNS-próba a humán sejtben két, az orángutánban négy kromoszómához kötődik

A kromoszómamutációk csak ritkán maradnak fenn több generáción keresztül, mert a deléciók és transzlokációk miatt nehezebbé válik a kromoszómák párba állása a meiózis során és megnő a hibák esélye, ami triszómiához és ebből fakadóan fejlődési rendellenségekhez vezet az utódokban. Az ilyen nagyszabású mutációk csak akkor stabilizálódhatnak a populációban, ha az érintett kromoszómák mindkét példánya hordozza azt. Ilyen akkor fordulhat elő, ha pl. egy mutáns hímnek sok utódja születik, akik egymással is párosodnak, így unokáiban már fixálódik a változás.
A közeli rokon fajok vagy fajcsoportok kromoszómái nem minden esetben hasonlítanak jobban egymásra, mint a távolabbi rokonokára. Például az emberszabású majmok (köztük az ember) kromoszómái nagyon hasonlóak a makákókéhoz. A velünk egyébként közelebbi rokon gibbonok kromoszómái azonban nagyon különböznek mind a többi emberszabású majométól, mind a makákóétól. A számos átrendeződés miatt a gibbonok kromoszómái közül csak öt homológ teljes hosszában az ember kromoszómáival. A kariotípus evolúciós változásai egyes csoportokban (pl. a gibbonoknál) nyilvánvalóan sokkal gyorsabbak, mint másoknál (makákóknál, emberszabású majmoknál). Ez valószínűleg nem a magasabb mutációs aránynak, hanem a bekövetkezett változások gyakoribb rögzülésének köszönhető. Ennek egyik oka lehet az eltérő életmód vagy szociális viselkedés. A gibbonok kis csoportokban élnek, ahol a kromoszómamutációk gyorsabban rögzülhetnek, mint a nagy hordákban. A gibbonok kariotípusában ma is jelentős a polimorfizmus, ami arra utal hogy a gyors kromoszómaevolúció továbbra is tart.

## Az ember kromoszómái

Az emberi kromoszómái

Az ember 46 kromoszómával rendelkezik, amelyek közül kettő nemi kromoszóma vagy gonoszóma (XX a nőknél, XY a férfiaknál). A fennmaradó 22 kromoszómapár kromoszómáit autoszómáknak nevezzük. Az autoszómákat a kariogramon a méretüknek megfelelően 1-től 22-ig számozzák. Más emlősökhöz hasonlóan az ember is diploid, ami azt jelenti, hogy egy sejtnek két kromoszómakészlete van: az 1-22. kromoszómákból egyenként két példány, plusz a két nemi kromoszóma.

### A nemi kromoszómák tulajdonságai
Bár a 155 megabázis hosszúságú X-kromoszóma és az 59 megabázisnyi Y-kromoszóma méretükben nagyon eltérőek, hasonlóságok is vannak közöttük. Mindkét végükön olyan régiókat tartalmaznak, amelyekben az X és az Y kromoszóma DNS-szekvenciája nagyon hasonló, ezek a pszeudoautoszomális régiók (PAR). A PAR számos olyan gént tartalmaz, amelyek így mindkét nemben két példányban vannak jelen és nincs szükség az X kromoszóma inaktiválódásához szükséges mechanizmusra. Ezekben a régiókban az X és Y kromoszómák közötti rekombináció is lehetséges a meiózis során.
Még az Y kromoszóma nem rekombinálódó régióiban is a gének mintegy felének van megfelelője az X kromoszómán. Ezek főként az alapanyagcserében részt vevő gének. Az X kromoszómán is előforduló gének közül kettő csak a herékben aktív. A többi gén, amelynek nincs megfelelője az X-kromoszómán, szintén csak a herékben aktív, meghatározza a férfi nemét és szabályozza a spermiumtermelést. A hosszú kar centromer közelében lévő darabjának elvesztése törpenövéshez vezet.

### Orvosi jelentőségű genom- és kromoszómamutációk
A kromoszóma-rendellenességek, azaz a kromoszómaaberrációk, kromoszómatörések vagy az eltérő kromoszómaszám öröklődő betegségeket okozhatnak, amelyek néha súlyos tünetekkel járnak.
A klinikai képet nem mindig lehet egyértelműen adott kromoszómamutációkhoz vagy számeltéréshez rendelni. A Down-szindrómát például a legtöbb esetben egy fölös számú teljes 21-es kromoszóma okozza. Az esetek kb. 3%-a azonban transzlokációra vezethető vissza, amikor a 21-es kromoszóma egy része egy másik kromoszómával fuzionál. Ilyenkor csak ez a rész van jelen három példányban.

#### Autoszomális triszómiák

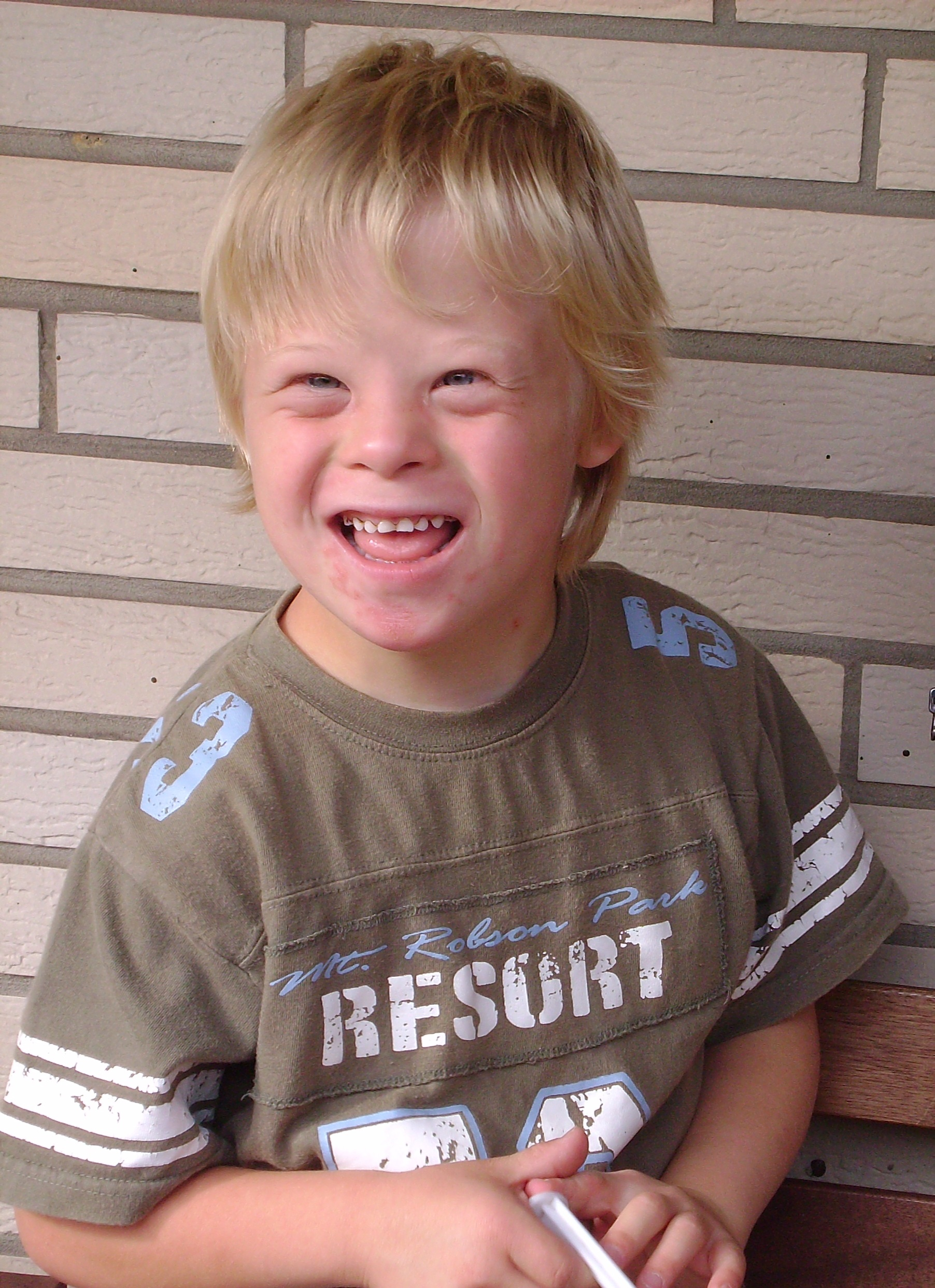
Down-szindrómás gyerek

Az élveszületett csecsemőknél csak a 21-es, 18-as és 13-as kromoszómák teljes triszómiája ismert. Mindhárom a génszegény kromoszómák közé tartozik. Ebből az következik, hogy a többi autoszóma triszómiája olyan súlyos fejlődési rendellenességeket okoz, amik összeegyeztethetetlenek az élettel. 
- Down-szindróma vagy 21-es triszómia: átlagosan minden 600-800 újszülöttre jut egy eset. A lényeges tünetei közé tartozik a szívrendellenesség és az értelmi fogyatékosság. Míg régebben az érintettek többsége gyermekkorban fertőző betegségekben meghalt, ma az átlagos várható élettartam meghaladja a 60 évet.
- Edwards-szindróma vagy 18-as triszómia: gyakorisága 1/2500. Sokrétű szervrendellenességgel jár, többek között a szív és a vese is érintett. Súlyos értelmi fogyatékosság (beszélni nem tudnak), a felnőttkort csak kivételes esetekben érik el.
- Pätau-szindróma vagy 13-as triszómia: gyakorisága 1/6000. Gyakori tünetei a szívrendellenesség, ajak- és szájpadhasadék, többujjúság, súlyos értelmi fogyatékosság. A felnőttkort csak kivételes esetekben érik el.
- Warkany-szindróma vagy 8-as triszómia: csak a sejtek egy részét érinti. A gyakori tünetek közé tartoznak a mély tenyér- és talpbarázdák, csigolyarendellenességek, az idegcső rendellenességei (nyitott gerinc) és a magasnövés.

#### Nemi kromoszómás rendellenességek
- Turner-szindróma (45,X). Csak egy X kromoszóma van jelen, a másik nemi kromoszóma hiányzik. Gyakorisaága 1/1000. Az ebben a szindrómában szenvedő nők másodlagos nemi jegyei visszamaradottak, termetük alacsony, a tarkó hajvonala lehúzódik, szemük és csontjaik fejlődése szokatlan, mellkasa tölcséres. Többnyire meddők. Intelligenciaszintjük normális, de a térérzékelés vagy a matematikai képességek az átlag alatt lehetnek.
- Tripla X-szindróma (47,XXX). Három X kromoszóma. Ez a legkevésbé feltűnő kromoszómarendellenesség, sok esetet valószínűleg soha nem diagnosztizálnak. Az intelligencia általában némileg alacsonyabb, a termékenység enyhén csökkent. Az utódoknál a kromoszómarendellenességek aránya csak kissé emelkedett.
- 48,XXXX és 49,XXXXX. Az intelligencia és a termékenység az X-kromoszómák számának növekedésével csökken.
- Klinefelter-szindróma (szinte mindig 47,XXY; ritkán 48,XXXY vagy 49,XXXXY). Gyakorisága 1/1000. Az ebben a szindrómában szenvedő férfiak gyakran terméketlenek, magasak termetűek, végtagjaik szokatlanul hosszúak, hajlamosak emlőket növeszteni (pszeudo-ginekomasztia), testszőrzetük gyenge. Az intelligenciahányadosuk átlagosan 10 ponttal alacsonyabb, mint a testvéreiké.
- XYY-szindróma (47,XYY). Az ebben a szindrómában szenvedő férfiak általában nem mutatnak feltűnő tüneteket. Várható élettartamuk és termékenységük normális, átlagosan 10 cm-rel magasabbak a testvéreiknél és intelligenciájuk a testvérekhez képest kissé csökkent. Alkalmanként kromoszómarendellenességekkel összefüggő zavarok fordulhatnak elő, pl. heréik nem szállnak le.
- További Y-poliszómiák: a 48,XXYY férfiak hasonlóak az XYY-hoz, de terméketlenek és alacsonyabb intelligenciára hajlamosak. Ez utóbbi a 48,XYYY és a nagyon ritka 49,XYYYY férfiaknál még kifejezettebb. Előfordulhatnak szervi rendellenességek is.

#### Markerkromoszómák
A markerkromoszómák olyan töredékkromoszómák, amelyek általában nagyon kicsik, így a G-sávozással nem lehet őket azonosítani. Nagy felbontású fluoreszcens in situ-hibridizációval lehet meghatározni at eredetüket.

#### Az autoszómák deléciói

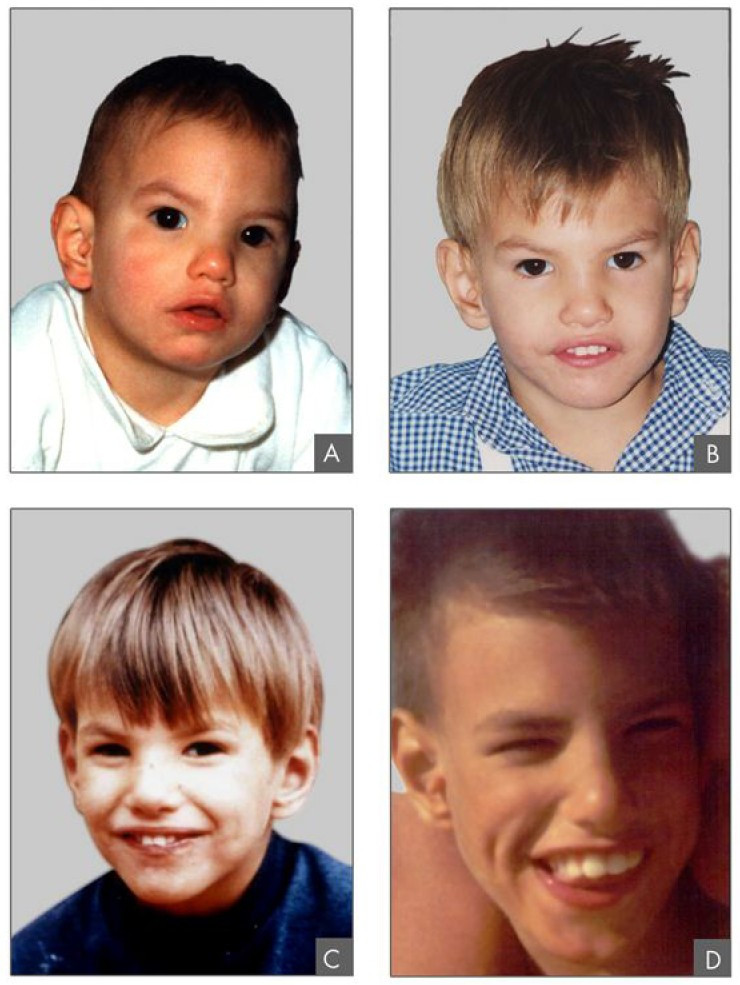
Macskanyávogás-szindrómában szenvedő gyerekek

Az autoszómák monoszómiái nem ismertek, a kromoszómahiány olyan fejlődési rendellenességekkel jár, hogy a magzat nem jut el a megszületésig. Az autoszómák egyes részei viszont hiányozhatnak és az érintett régióktól függően többé-kevésbé súlyos klinikai tüneteket okozhatnak. Az alábbiakban csak néhány gyakori példát ismertetünk:
- az 1. kromoszóma rövid karja végének deléciója valószínűleg a leggyakoribb deléció (5000-10 000 újszülöttre jut egy eset). A tünetek nem egységesek, de sokszor súlyos többnyire súlyos szellemi elmaradottság tapasztalható.
- a macskanyávogás-szindrómát az 5. kromoszóma rövid karja végének deléciója okozza. Ez volt az első felismert autoszomális deléció (1963-ban írták le). Gyakorisága kb. 1/50 000. Csecsemőkorban vékony, magas, macskanyávogásra emlékeztető hangon sírnak, amit a gége torzulásai okoznak. Jellemző a szemek nagy távolsága, a kis fej (mikrokefália) és állkapocs, intelligenciájuk alacsony. A belső szervek általában nem érintettek, így a túlélési esélyek viszonylag jók.
- a Wolf-Hirschhorn-szindrómát a 4. kromoszóma rövid karja végének deléciója okozza. Gyakorisága szintén kb. 1/50 000. Az érintettek általában súlyos mentális fogyatékosok és növekedésük gyenge. A gyermekek kevesebb mint fele éli túl az első 18 hónapot.
- a De Grouchy-szindróma két változatban fordul elő, amelyeket a 18-as kromoszóma különböző karjainak deléciói okoznak.
- a Williams-Beuren-szindróma (7q11.23) és a Smith-Magenis-szindróma (17p11.2) gyakorisága 1/15 000-1/25 000 között van.

A 15q11.2-q12 régió deléciói sajátos tüneteket eredményeznek. Ez a régió epigenetikai szabályozásnak, azaz genomiális imprintingnek van kitéve: bizonyos gének attól függően aktívak vagy inaktívak, hogy az apától vagy az anyától öröklődtek-e. Normális esetben mindkettőből egy példány van jelen. Ha azonban az egyik hiányzik, pl. deléció miatt, a klinikai kép attól függ, hogy az adott kromoszóma az anyától (Angelman-szindróma) vagy az apától (Prader-Willi-szindróma) származik-e.

## A baktériumok és vírusok "kromoszómái"
A prokarióták (baktériumok és ősbaktériumok) nem rendelkeznek sejtmaggal és nincsenek klasszikus értelemben vett kromoszómái sem. Genetikai információik hordozója egy vagy több, többnyire kör alakú DNS-molekula; ezeket néha bakteriális kromoszómának is nevezik. Az eukarióták mitokondriumaiban és kloroplasztiszaiban szintén gyűrű alakú DNS található, amely hasonlít a bakteriális kromoszómára (ez az egyik bizonyíték az endoszimbionta elméletre). Az ősbaktériumok DNS-ének tömörítése az eukariótákéval homológ, míg a baktériumoké inkább az eukarióták organellumaihoz (mitokondrium, kloroplasztisz) hasonló.
A vírusoknál genomja egy vagy több nukleinsavmolekulából (DNS vagy RNS) állhat; ezeket a szegmenseket néha kromoszómáknak nevezik. Például az influenza A vírusok RNS-genomja nyolc ilyen szegmensből (kromoszómából) áll. 

## Külső hivatkozások
- Lexikon der Biologie: Chromosomen
- Chromosomen; Chromosomentheorie (Teil II)
- Chromosomenstrukturen und strukturelle Veränderungen der Chromosomen
- Feinbau der Chromosomen
- Miniaturbildübersicht Chromosomen
- Morphologie menschlicher Chromosomen
- Chromosomenzahlen zur Flora von Deutschland

## Fordítás
- Ez a szócikk részben vagy egészben  a   Chromosom című német Wikipédia-szócikk ezen változatának fordításán alapul.  Az eredeti cikk szerkesztőit annak laptörténete sorolja fel. Ez a jelzés csupán a megfogalmazás eredetét és a szerzői jogokat jelzi, nem szolgál a cikkben szereplő információk forrásmegjelöléseként.